# Immunity
Immunity é o primeiro álbum de estúdio da cantora-compositora estadunidense Clairo. O álbum foi lançado em 2 de agosto de 2019 pela gravadora Fader Label. Foi co-produzido por Clairo e Rostam Batmanglij, ex-membro da banda musical Vampire Weekend.

## Background
Após o lançamento do seu primeiro EP, Diary 001, Clairo lançou várias canções e colaborações. Em 2018, ela escreveu uma música para o filme Skate Kitchen, chamada "Heaven". Ela também colaborou com Cuco e SG Lewis. Em 1º de fevereiro de 2019, Clairo participou do single principal do álbum de estreia de Wallows, "Are You Bored Yet?". Em 24 de maio de 2019, Clairo lançou o single principal de seu álbum, "Bags", e anunciou o lançamento do álbum para agosto do mesmo ano.
Em abril de 2020, Clairo anunciou que está produzindo seu novo álbum de estúdio, continuação de Immunity, ainda sem data prevista.

## Turnês
Em setembro de 2019, Clairo partiu em uma turnê norte-americana. No total, a turnê de Immunity foi composta por 31 shows. A turnê foi apoiada por Beabadoobee e Hello Yello e terminou em Boston, em novembro de 2019.

## Recepção da crítica
| Críticas profissionais | Críticas profissionais |
| Avaliações da crítica  | Avaliações da crítica  |
| Fonte                  | Avaliação              |
| ---------------------- | ---------------------- |
| AllMusic               | 3 de 5 estrelas.       |
| AnyDecentMusic?        | 7.0/10                 |
| Consequences of Music  | B+                     |
| The Guardian           | 4 de 5 estrelas.       |
| NME                    | 5 de 5 estrelas.       |
| Metacritic             | 76/100                 |
| The Observer           | 3 de 5 estrelas.       |
| Pitchfork              | 8.0/10                 |
| Q                      | 4 de 5 estrelas.       |
| Rolling Stone          | 3.5 de 5 estrelas.     |
| Slant Magazine         | 4 de 5 estrelas.       |
| Uncut                  | 4.0/10                 |

O Immunity recebeu notas positivas dos críticos musicais. No Metacritic, que atribui uma classificação normalizada que vai de 0 a 100, às resenhas de publicações convencionais, o álbum recebeu uma pontuação média da crítica de 76, com base em 20 resenhas. Também no Metacritic, Immunity conta com uma nota 8.6 de 10, dessa vez, dada pelos usuários (com base em 101 avaliações).

### Elogios
No final do ano de estreia do álbum, Immunity apareceu em uma série de listas críticas classificando os melhores álbuns do ano.
| Publicação           | Lista                          | Classificação | Ref.   |
| -------------------- | ------------------------------ | ------------- | ------ |
| Billboard            | Os 50 melhores álbuns de 2019  | 22            | [ 9 ]  |
| Consequence of Sound | 50 melhores álbuns de 2019     | 45            | [ 10 ] |
| The Guardian         | Os 50 melhores álbuns de 2019  | 20            | [ 11 ] |
| Les Inrockuptibles   | Os 100 melhores álbuns de 2019 | 49            | [ 12 ] |
| Los Angeles Times    | Os 10 melhores álbuns de 2019  | 5             | [ 13 ] |
| NME                  | Os 50 melhores álbuns de 2019  | 10            | [ 14 ] |
| Noisey               | Os 100 melhores álbuns de 2019 | 17            | [ 15 ] |
| Paper                | 20 melhores álbuns de 2019     | 15            | [ 16 ] |
| Pitchfork            | Os 50 melhores álbuns de 2019  | 18            | [ 17 ] |
| PopCrush             | Os 25 melhores álbuns de 2019  | —             | [ 18 ] |
| Slant                | Os 25 melhores álbuns de 2019  | 8             | [ 19 ] |
| Uproxx               | Os 50 melhores álbuns de 2019  | 28            | [ 20 ] |

## Posição nas paradas musicais
| Melhor posição nas paradas musicais | Melhor posição nas paradas musicais | Melhor posição nas paradas musicais | Melhor posição nas paradas musicais | Melhor posição nas paradas musicais | Melhor posição nas paradas musicais | Vendas                     |
| EUA                                 | EUA Alt.                            | EUA Indie                           | EUA Rock                            | AUS                                 | CAN                                 | Vendas                     |
| ----------------------------------- | ----------------------------------- | ----------------------------------- | ----------------------------------- | ----------------------------------- | ----------------------------------- | -------------------------- |
| 51                                  | 4                                   | 3                                   | 9                                   | 73                                  | 79                                  | - EUA: 12,500 (na estreia) |

## Lista de músicas
Todas as faixas escritas e compostas por 
- Claire Cottrill
- Rostam Batmanglij

. 
| N.º            | Título               | Escritor(es)        | Duração |  |
| 1.             | "Alewife"            | Cottrill            | 3:34    |  |
| 2.             | "Impossible"         | Cottrill Batmanglij | 3:51    |  |
| 3.             | "Closer to You"      | Cottrill Batmanglij | 3:05    |  |
| 4.             | "North"              | Cottrill            | 3:34    |  |
| 5.             | "Bags"               | Cottrill            | 4:21    |  |
| 6.             | "Softly"             | Cottrill Batmanglij | 3:06    |  |
| 7.             | "Sofia"              | Cottrill Batmanglij | 3:09    |  |
| 8.             | "White Flag"         | Cottrill            | 3:02    |  |
| 9.             | "Feel Something"     | Cottrill Batmanglij | 2:57    |  |
| 10.            | "Sinking"            | Cottrill            | 3:11    |  |
| 11.            | "I Wouldn't Ask You" | Cottrill            | 6:56    |  |
| Duração total: | Duração total:       | Duração total:      | 40:39   |  |

## Pessoal
| Músicos - Claire Cottrill – vocais principais (todas as faixas), guitarra elétrica (1, 4, 5, 8, 10), violão (1, 5), programação de ritmo (3–5, 10), piano (5, 8, 11), arranjo de ritmo (5), solo de guitarra (7), sintetizador (10) - Rostam Batmanglij – sintetizador (todas as faixas), baixo (1, 2, 5–7, 10), piano (1, 2, 8, 9), programação de ritmo (1, 3, 4, 6–11), guitarra elétrica (2, 3, 5–7, 11), violão (2, 9), cravo (2), sintetizador de baixo (3), Mellotron (4), 808 bass (4, 8, 11), arranjo de ritmo (5), órgão (6, 10), programação de sintetizador (7), programação de baixo (9) - Danielle Haim – arranjo (2, 5, 7), arranjo de ritmo (5) - Peter Cottontale – Wurlitzer (outro de 2), teclado (4), programação de ritmo (4), piano (6), arranjo de coro (6) - Nick Breton – arranjo de ritmo (5) The Adderly School Choir (Coro) - Janet Adderley – conduzindo - Ruby Nieman - Olivia Bingham - Hudson Marks - Christopher van der Ohe - Deia Campodonico - Siena Fantini - Hiro Phillips | Técnico - Rostam Batmanglij – engenharia de gravação (todas as faixas), mixagem (10) - Dalton Ricks – engenharia de gravação (todas as faixas) - Cary Singer – engenharia de gravação (1, 2, 4, 5, 7–10) - Michael Harris – engenharia de gravação (2, 7) - Nick Breton – engenharia de gravação (4, 5, 8, 10) - Nate Head – engenharia de gravação (7) - Tom Elmhirst – mixagem (1) - Shawn Everett– mixagem (2, 5, 6, 8, 9) - Manny Marroquin – mixagem (3) - Dave Fridmann – mixagem (4, 7) - Mike Fridmann – engenheiro de mixagem (4, 7) - Emily Lazar – masterização - Chris Allgood – assistente de masterização Trabalho de arte - Hart Lëshkina - fotografia da capa e contracapa - Bijan Berahimi – design gráfico - Jimmy Bui – fotografia de interiores - Mike Ahern – fotografia de interiores - Brodie McCuskey – fotografia de interiores - Angela Ricciardi – fotografia de interiores - Nolan Feldpausch – fotografia de interiores - Allie Cottrill – fotografia de interiores - Cailin Hill Araki – fotografia de interiores - Blake Wasson – fotografia de interiores |